# Pokabius eremus
Pokabius eremus är en mångfotingart som beskrevs av Chamberlin 1922. Pokabius eremus ingår i släktet Pokabius och familjen stenkrypare. Inga underarter finns listade i Catalogue of Life.